# Calépi
Calépi, também grafado como Kalépi, é uma vila e comuna angolana que se localiza na província da Huíla, pertencente ao município de Caluquembe.